# Карповтлаш
Карповтла́ш — село в Хустській міській громаді у Закарпатській області в Україні.

## Назва
Топонім походить від угорського слова kárpótlás - компенсація, відшкодування збитків.

## Релігія
Монастир св. Миколи. 1925.
Монастир, заснований в Ізі в 1920 р., на зборах монахів 15 травня 1925 р. було вирішено перенести за село і там збудувати корпус келій з домовою церквою. Дмитро Кемінь запропонував для монастиря свою землю на схід від Ізи, в урочищі Карповтлаш, між селами Нанково та Іза. Тоді ігуменом був Матвій. У монастирській касі було 35 тисяч чехословацьких корон, а потрібно було 135 тисяч. Згодом зібрали ще 40 тисяч і взяли позику в банку. У 1927 р. розпочали будувати другий житловий корпус і зимову церкву на честь Іоана Предтечі.
У 1945 – 1946 роках Ігумен Матвій організував спорудження великої каплиці з одним вівтарем. Від 1921 р. вели монастирські записи. На кладовищі монастиря спочивають ієромонах Матвій, архієпископ Сава і ревний провідник православ’я у Закарпатті о. Олексій Кабалюк.
В радянський період, у 1959 р. монастир конфіскували, в 1964 р. знесли бульдозерами всі споруди і на їх місці в 1970 р. збудували туберкульозну лікарню.
На початку 1990-х монахи почали повертатися до колишньої обителі. Очолив громаду архімандрит Стратонік. Освячення основного каменя нового храму відбулося 27 березня 1994 р. Церкву споруджують у стилі російських церков: дзвіницю над головним входом вкриває видовжене шатро, а на перехресті головного приміщення зведено баню на могутньому барабані. Видовжена вежка з главкою над банею додає орієнтального настрою.

## Туристичні місця
- Монастир св. Миколи. 1925.
- річка Хустець

## Населення

### Мова
Розподіл населення за рідною мовою за даними перепису 2001 року:
| Мова       | Кількість | Відсоток |
| ---------- | --------- | -------- |
| українська | 143       | 100%     |